# Hosston
Hosston es una villa ubicada en la parroquia de Caddo en el estado estadounidense de Luisiana. En el Censo de 2010 tenía una población de 318 habitantes y una densidad poblacional de 44,13 personas por km².

## Geografía
Hosston se encuentra ubicada en las coordenadas 32°53′10″N 93°52′58″O / 32.88611, -93.88278. Según la Oficina del Censo de los Estados Unidos, Hosston tiene una superficie total de 7.21 km², de la cual 6.92 km² corresponden a tierra firme y (3.95%) 0.28 km² es agua.

## Demografía
Según el censo de 2010, había 318 personas residiendo en Hosston. La densidad de población era de 44,13 hab./km². De los 318 habitantes, Hosston estaba compuesto por el 72.33% blancos, el 22.96% eran afroamericanos, el 0% eran amerindios, el 0.31% eran asiáticos, el 0% eran isleños del Pacífico, el 0.63% eran de otras razas y el 3.77% pertenecían a dos o más razas. Del total de la población el 1.57% eran hispanos o latinos de cualquier raza.